# Oudere Schoutenrecht
Het Oudere Schoutenrecht of Landrecht van Westergo is een Oudfriese rechtstekst die het landrecht van Westergo beslaat. Het is de belangrijkste rechtsbron voor de kennis van het oud-Friese procesrecht. Belangrijke actoren in het Oudere Schoutenrecht zijn de graaf, de asega, de skelta (schout) en de frana.
Het Oudere Schoutenrecht is overgeleverd in de volgende Oudfriese rechtsbronnen:
- Jus Municipale Frisonum
- Codex Unia
- Druk
- Codex Roorda (fragmentarisch)

Van het begin van het Oudere Schoutenrecht is ook een Latijnse versie overgeleverd. Verder is er nog een Middelnederlandse versie overgeleverd die bekendstaat onder de naam Landrecht der Vriesne ("landrecht van de Friezen") en mogelijk geschreven werd naar aanleiding van het condominiumverdrag van 1165.
Het Oudere Schoutenrecht wordt door Nico Algra gedateerd op de twaalfde eeuw. Jurrien Schuur bepleit een veel latere datering, namelijk in de eerste helft van de 14e eeuw. Hij stelt dat het Schoutenrecht de neerslag vormt van een streven van de Hollandse graven om meer grip te krijgen op de Friese rechtspraak. Dat stelt ook Paul Noomen, die aannemelijk probeert  te maken dat het Schoutenrecht deel uitmaakt van een nieuwe rechtsorde, waarin de inrichting van een gerechtplaats, het opbouwen van bewijslast en de waarheidsvinding door twaalf ‘kroongetuigen’ (koninges orkene), die met meerderheid van stemmen een oordeel vellen, centraal staan. De bekende sage van het tweegevecht tussen Karel en Radboud en de daarmee verbonden de sage van de twaalf asega's dienden zijns inziens vooral om deze nieuwe rechtsorde te legitimeren.
De meest archaïsche versie van de Oudfriese tekst van het Oudere Schoutenrecht, zoals bewaard in Codex Unia, en de versie in het Jus Municipale Frisonum zijn digitaal raadpleegbaar.